# Rhamphomyia pachymera
Rhamphomyia pachymera är en tvåvingeart som beskrevs av Jacques-Marie-Frangile Bigot 1887. Rhamphomyia pachymera ingår i släktet Rhamphomyia och familjen dansflugor.
Artens utbredningsområde är Kalifornien. Inga underarter finns listade i Catalogue of Life.